# Green Line (MBTA)
La Green Line és una línia de tren lleuger del metro de Boston operat per Massachusetts Bay Transportation Authority (MBTA). És la línia més antiga de Boston. Circula soterrada al centre de la ciutat i en superfície a l'àrea adjacent. És una de les línies més utilitzades als Estats Units d'Amèrica amb 241.100 viatgers diàriament. El color de la línia va ser escollit perquè circula principalment per l'àrea anomenada Emerald Necklace. Els ramals eren part del sistema de línies que es va iniciar el 1856 Cambridge Horse Railroad. El túnel de Tremont Street Subway utilitzat com a tronc comú dels ramals al centre de la ciutat és el túnel de metro més antic d'Amèrica del Nord, obert l'1 de setembre de 1897.